# جون واتروس (عالم نظريات حاسب)
جون هاريسون واتروس هو بروفيسور في علوم الحاسب في مدرسة ديفيد ر. شيريتون لعلوم الكمبيوتر (David R. Cheriton School of Computer Science) في جامعة واترلو، وعضو في معهد الحوسبة الكمومية (Institute for Quantum Computing)، عضو منتسب في معهد محيط الفيزياء النظرية (Perimeter Institute for Theoretical Physics) وزميل في المعهد الكندي للبحوث المتقدمة (Canadian Institute for Advanced Research). كان عضو هيئة التدريس في قسم علوم الحاسب في جامعة كالغاري من 2002 إلي 2006 حيث تقلد مقعد أبحاث كندا (Canada Research Chair) في الحوسبة الكمومية.